# 青城派
青城派是由還珠樓主發明的虛構門派之一，設定為道教流派，發源於青城山，後被金庸等許多近代武俠小說家引用。
在梁羽生小說中以三種武林絕學著名，分別是天羅步、天遁劍和天罡掌。
金庸小說中始見於金庸的《天龍八部》（第十三章 水榭聽香 指點羣豪戲），《笑傲江湖》中出現場數最多，貫穿了整個故事，立派山門被稱為松風觀。
在《笑傲江湖》中正式擔任掌門的是余滄海，師傅是長青子。由於長青子早年被林平之的曾祖父以「辟邪劍法」擊敗，遂一心搶奪「辟邪劍譜」，並立此為遺命。為了得到「辟邪劍法」，余滄海而驅使青城派眾弟子將福威鏢局滅門，其後余滄海及其門下多數弟子都被為報滅門大仇的林平之以「辟邪劍法」殺害。後來在《俠客行》和《書劍恩仇錄》的戲份不多。
在喬靖夫的小說《武道狂之詩》中，主角設定為青城派遺孤。
《四川武術大全》（1989年）開始將「青城派」列為現實門派之一，但經程大力考據，這說法與劉綏濱、何道君等武術家自稱「青城派」後人一樣，都是受武俠小說影響的結果。

## 青城派絕學
- 內功

鶴唳九霄神功
紫青仙霧神功
- 掌法

摧心掌
十分殘酷和厲害的掌法，中掌的人死後會沒有傷痕，全身冰冷，不會流血，心臟卻會被震得碎裂。
黑沙掌
天罡掌
- 劍法

雌雄龍虎劍
青城派至高絕學，傳說為張天師所創。威力無比。
天遁劍法
劍法以狠、準、捷、變四字訣著名，來無蹤，去無跡，所以稱為天遁劍法。
松風劍法
劍法剛勁輕靈，講究快且勁，走的是靈巧一脈的路子。
躡雲劍法
以輕靈迅捷見長。精微之處，在於聲東擊西，避實就虛，飄忽不定，指東打西，指南打北。
- 輕功

無影幻腳
天羅步
- 暗器

青字九打
為青城派鎮山絕技之一，以獨門兵刃「雷公轟」搭配不同暗器使出，但因時日久遠，已有部分招數失傳，招式有「青蜂釘」等。
城字十八破
為青城派鎮山絕技之一，以獨門兵刃「雷公轟」施展，但因時日久遠，已有部分招數失傳，招式有破甲式、破盾等、破牌式等。

## 外部連結
- 金庸武俠小說武功大盤點 （页面存档备份，存于）
- 青城武术中兴者——青城派第36代掌门刘绥滨 （页面存档备份，存于）
- 青城派掌门人“震中寻师” （页面存档备份，存于）

Template:門派 (武俠)